# 2060
Évszázadok: 20. század – 21. század – 22. század
Évtizedek: 2010-es évek – 2020-as évek – 2030-as évek – 2040-es évek – 2050-es évek – 2060-as évek – 2070-es évek – 2080-as évek – 2090-es évek – 2100-as évek – 2110-es évek
Évek: 2055 – 2056 – 2057 – 2058 –  2059 – 2060 – 2061 – 2062 – 2063 – 2064 – 2065
2060-as év (MMLX) a Gergely-naptár szerint csütörtöki nappal kezdődik.

## Várható események
- Nyári olimpiai játékok

## Célkitűzések és érdekességek
- Isaac Newton angol tudós 2060-ra jósolta a világvégét.[1]
- Kína 2060-ra karbon-semlegessé kíván válni.[2]
- A népességváltozás jelenlegi ütemében 2050-re majdnem annyi 85 év feletti ember lesz, mint 5 év alatti gyermek.
- Várhatóan a fehér bőrszínű lakosság az amerikaiaknak mindössze 43%-át teszi majd ki. Ez 42%-os csökkenést jelent 1960-hoz képest.[3]